# كيوكو كيشيدا
كيوكو كيشيدا (باليابانية: 岸田今日子؛ بالكانا: きしだ きょうこ) هي مؤدية صوت وكاتبة للأطفال وكاتِبة وممثلة يابانية، ولدت في 29 أبريل 1930 في سوغينامي في اليابان، وتوفيت في 17 ديسمبر 2006 في طوكيو في اليابان.

## وصلات خارجية
- كيوكو كيشيدا على موقع IMDb (الإنجليزية)
- كيوكو كيشيدا على موقع روتن توميتوز (الإنجليزية)
- كيوكو كيشيدا على موقع ألو سيني (الفرنسية)
- كيوكو كيشيدا على موقع ميوزك برينز (الإنجليزية)
- كيوكو كيشيدا على موقع ديسكوغز (الإنجليزية)
- كيوكو كيشيدا على موقع قاعدة بيانات الفيلم (الإنجليزية)